# Pirantel
A pirantel (INN: pyrantel) a tetrahidropirimidinek csoportjába tartozó féreghajtó, melyet elsősorban kutyáknak, néha lovaknak adnak, de emberi alkalmazása is van.
Hatását a következő fonál- és kampósférgekre fejti ki: Toxocara(en) fajok, Toxascaris leonina(en), Ancylostoma(en) fajok, Uncinaria stenocephala(en).
Gyakran kombinálják prazikvantellel(en), ritkábban harmadik szerként febantellel is.
A VIII. Magyar Gyógyszerkönyvben Pyranteli embonas    néven hivatalos.  

## Hatásmód
Folyamatosan aktiválja a féreg acetilkolin receptorait(en), ezáltal izomgörcsös bénulást okoz.
A bélből kevéssé (kb. 15%-ban) szívódik fel, ezért bélférgek ellen hatásos. A bél falán keresztül felszívódott pirantel gyorsan lebomlik, és a vizelettel távozik.

## Mellékhatások, ellenjavallatok
A pirantel igen kevéssé toxikus még túladagolva is, de hányinger, hányás, hasmenés előfordulhat. Vemhesség és szoptatás alatt is adható.
Ellenjavallatok nincsenek, de levamizol-, piperazin- vagy morantel-tartalmú szerrel kölcsönhatásba léphet.

## Adagolás
Ember esetén 2 éves kor fölött adható, 11 mg/tskg, de legfeljebb 1 g adagban egyszeri kezelésként.
Kutyának egyszeri alkalommal 5 mg/tskg szájon át. Kölykök esetén 2-hetestől 12-hetes korig kéthetenként, 6 hónapos kortól évente kétszer. Fertőzés esetén két kezelés szükséges egy hetes időközzel.

## Emberi készítmények
A nemzetközi gyógyszerforgalomban számos szer hatóanyaga. Magyarországon nincs forgalomban.